# Riha
Riha je priimek več znanih Slovencev:
- Drago (Karel?) Riha, prevajalec
- Jelica Šumič Riha (*1953), filozofinja, prevajalec
- Ladislav (Vladislav) Riha /Řiha/Ržiha (1920 - 2001), prvoborec - vosovec, polkovnik
- Rado Riha (*1948), filozof, prevajalec